# Heinrich Wedemeyer

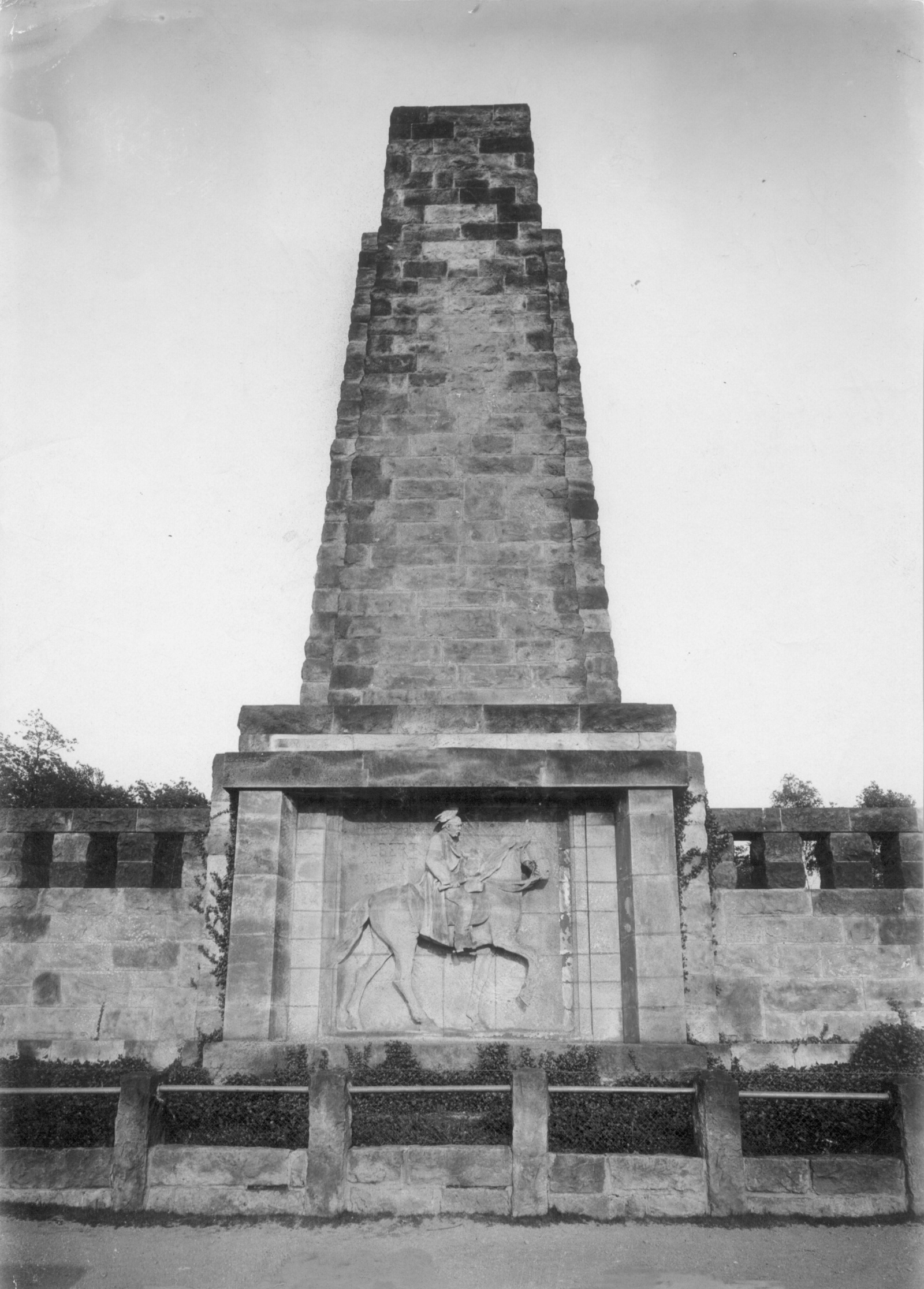
Reiterstandbild von Heinrich Wedemeyer auf dem König-Albert-Denkmal (1904) des Dresdner Architekten Max Hans Kühne in Freital

Postkartenansicht: Bronzestatue des König-Albert-Denkmals (1900) von Heinrich Wedemeyer auf dem Radeberger Markt.

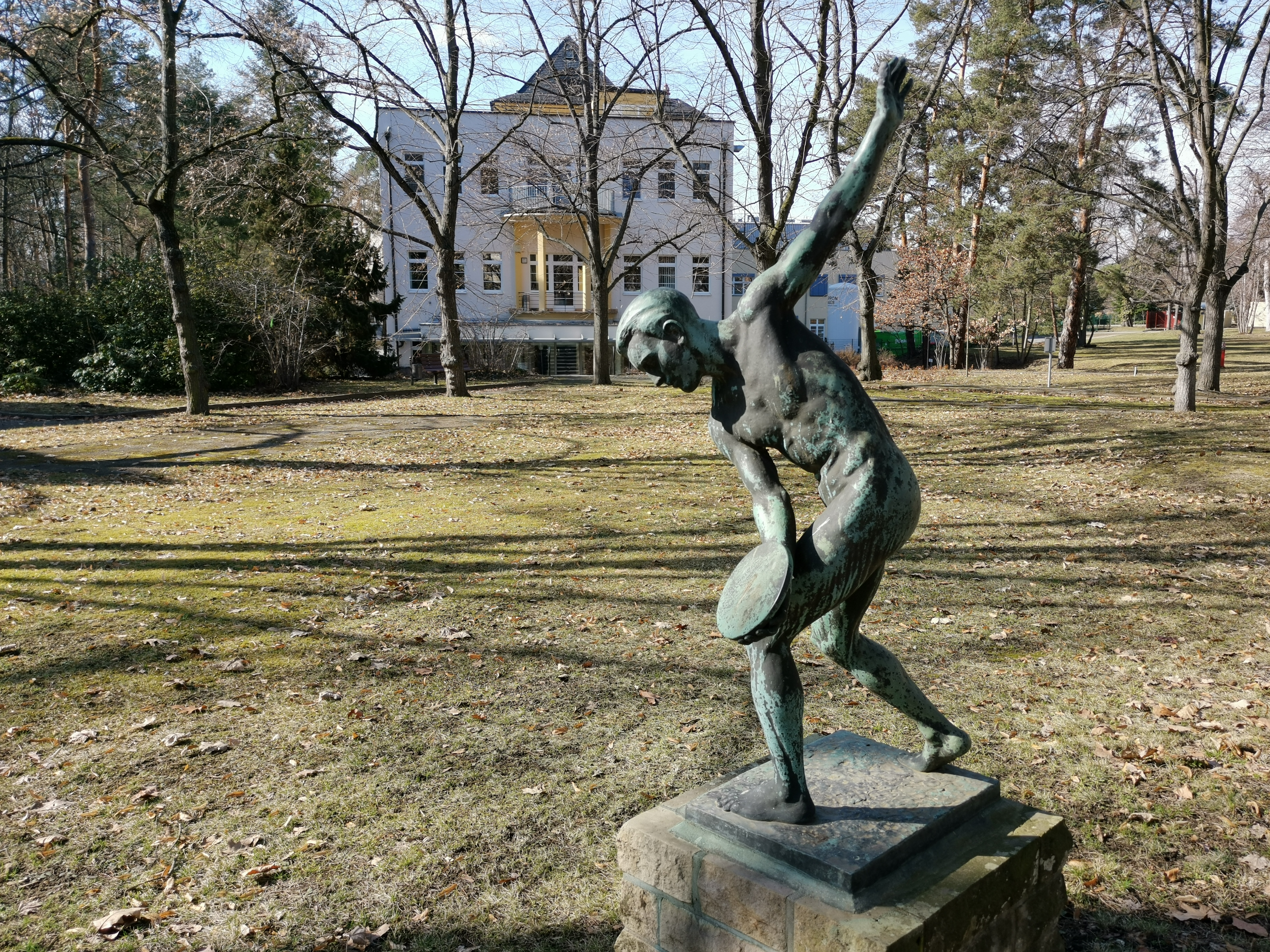
Plastik eines Diskuswerfers in der Heilstätte Lindenhof in Coswig

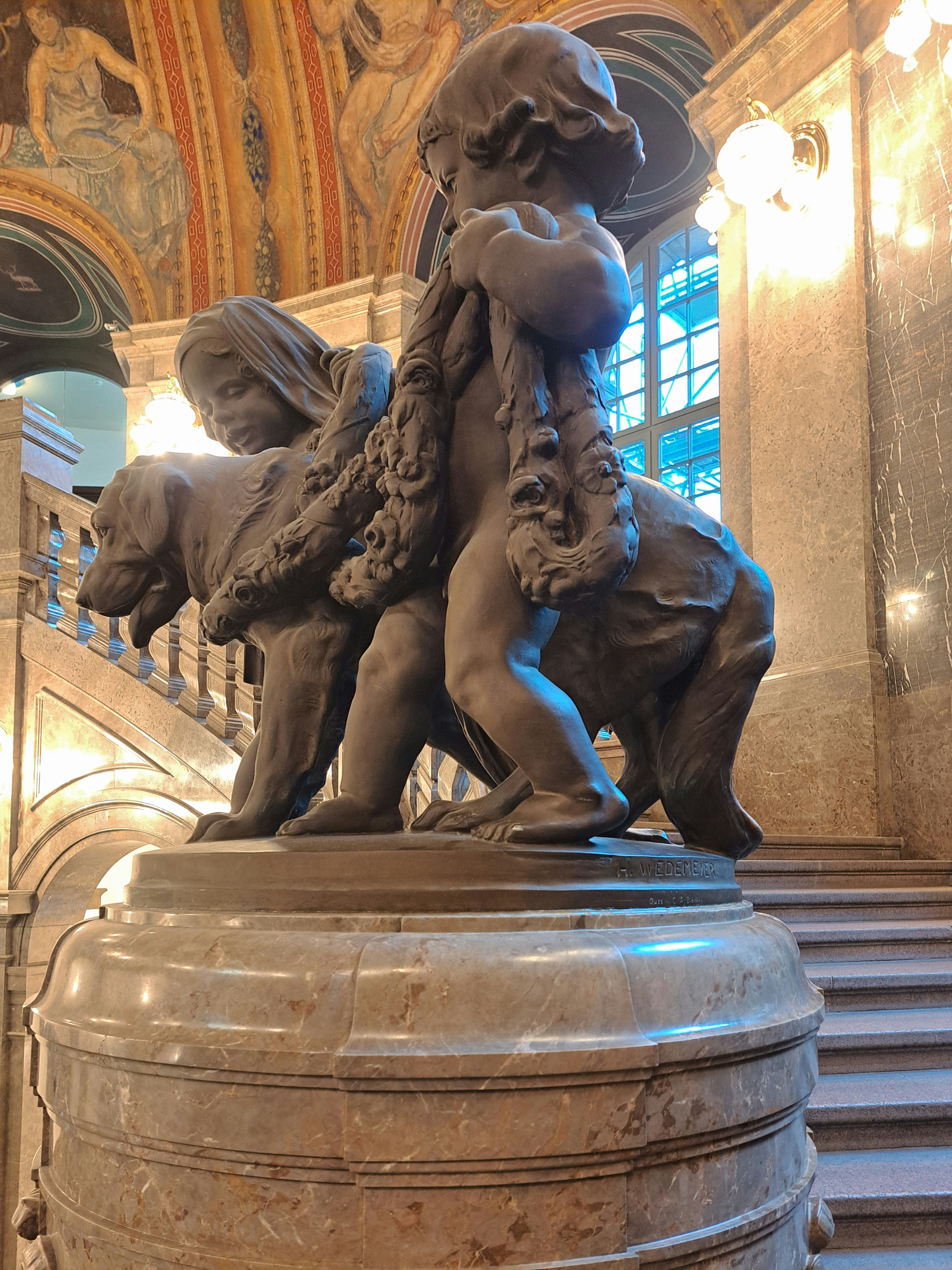
Putten im Neuen Dresdner Rathaus

Caspar Friedrich Heinrich Wedemeyer (* 11. Dezember 1867 in Sudershausen; † 8. April 1941 in Dresden) war ein deutscher Bildhauer.

## Leben
Heinrich Wedemeyer studierte von 1888 bis 1896 Bildhauerei an der Königlichen Kunstakademie in Dresden bei Professor Ernst Julius Hähnel und ab dem Jahr 1891 war er Meisterschüler bei Robert Diez. Anfangs arbeitete er selbstständig in dessen Atelier und war danach ab 1902 in Dresden freischaffender Bildhauer. Um 1900 lebte und arbeitete er im Loschwitzer Künstlerhaus. Später wohnte er auf der Schweizer Straße 7 und hatte sein Atelier auf der Nöthnitzer Straße  44 in Dresden.

## Künstlerischer Werdegang
Heinrich Wedemeyer war Mitglied der um 1910 entstandenen Künstlergruppe Grün-Weiß. Ab dem Jahr 1897 war er bei den internationalen und nationalen Dresdner Kunstausstellungen vertreten. Im Jahr 1934 stellte er mit der Porträtbüste Fräulein B. und den Skulpturen Rumänischer Bauer, Sängerin, Lautenschläger und Rossbändiger zum letzten Mal aus. Weitere bekannte Werke sind die Büste Der Sterbende, Bronzerelief Schaffen und Wirken und Büste Margrit Bienert sowie die Gipsplastik Pferd und Reiter. Weiterhin leitete er die künstlerische Ausgestaltung der Festsäle im Schloss Waldenburg und schuf dort die bemerkenswerten Stuckreliefs. Zusammen mit dem Dresdner Bildhauer Rudolf Born gestaltete er den Innenraum des Krematoriums in Forst. Um 1928 erfolgte die Ernennung zum Professor der Kunstakademie Dresden.

## Werke (Auswahl)
- 1900: Stuckarbeiten im Auftrag der Firma Carl Hauer zusammen mit dem Dresdner Bildhauer Ernst Hottenroth in der Kreuzkirche in Dresden.
- 1900: Bronzestatue des König-Albert-Denkmals auf dem Markt in Radeberg.
- um 1901: Plastik „Christus und Johannes der Täufer“ in der Apsis der Johanniskapelle des Johannisfriedhofs in Freital.
- vor 1902: Marmorbüste Georg Alois Schmitt (1827–1902), Mecklenburgisches Staatstheater Schwerin
- 1902: Sandsteinfigur Wehrstand und im Turmbereich die allegorische Darstellungen Handwerk und Kunst am Ständehaus in Dresden.
- 1904: puttenartige Bronzeplastiken auf den Geländerpodesten im Dresdner Neues Rathaus und auf dem Rathausturm.
- 1904: Reiterstandbild des Königs Albert von Sachsen am König-Albert-Denkmal des Dresdner Architekten Max Hans Kühne auf dem Windberg in Freital.
- um 1918: Denkmal in Hannover für die hannoversche Legion, die von 1803 bis 1815 im Kampf gegen Napoleon stand.
- 1920: Gedenkstein für den in Loschwitz ermordeten Maler Gerhard von Kügelgen und seinen Sohn Wilhelm von Kügelgen.
- 1933: Bronzebüste Hermann Baum, Professor für Veterinäranatomie an der Veterinärmedizinischen Fakultät der Universität Leipzig.

## Ausstellungen (Auswahl)
- 1909: Erste Kunstausstellung im Künstlerhaus Dresden, Kunstgenossenschaft Dresden
- 1910: Ausstellung der Gruppe Grün-Weiß in Dresden, gezeigt: Gruppe I und II für das Treppenhaus des Dresdner Rathauses.
- 1914: Große Berliner Kunstausstellung, gezeigt: Siegfried, Gips.
- 1934: Sächsische Kunstausstellung, Dresden gezeigt: Fräulein B., Porträtbüste. Rumänischer Bauer. Sängerin. Lautenschläger, Rossbändiger.